# Prima spedizione a Palembang
La prima spedizione a Palembang, sull'isola di Sumatra, fu una spedizione punitiva dell'esercito coloniale olandese delle Indie orientali nel 1819. Dal 1639, il governo delle Indie orientali olandesi aveva un accordo commerciale col sultano locale e deteneva un'area militare fortificata presso Palembang. Fino al 1811, il sultano continuò a pagare un tributo annuo in prodotti agricoli ai Paesi Bassi oltre a garantire agli olandesi il diritto di sfruttamento dello stagno estratto dall'isola di Banka.

## Antefatto
All'inizio del XIX secolo il sultano di Palembang era Mahmud Badaruddin II. Mentre il Regno Unito stava pianificando la propria espansione coloniale sull'area, il sultano venne visitato dall'ambasciatore britannico Thomas Stamford Raffles, il quale si recò anche da altri principi dell'arcipelago. Il suo compito era misurare la lealtà dei principi nei confronti del governo olandese e preferibilmente incoraggiarli a rompere con i Paesi Bassi e poi ad unirsi agli inglesi. Il sultano di Palembang, tuttavia, si era dimostrato più propenso alla totale indipendenza, con l'intenzione di rompere i rapporti coi Paesi Bassi, ma senza unirsi all'Inghilterra.
Credendosi abbastanza forte per raggiungere il suo obbiettivo, Mahmud Badaruddin II decise nel 1811 di non fornire più lo stagno derivato dalle miniere di Banka, azione dopo la quale il sultano venne costretto a fuggire verso l'interno in quanto gli inglesi videro tale tentativo di sedizione come un affronto alla loro nazione. Il fratello di Mahmud venne nominato sultano al suo posto sotto il protettorato inglese, cedendo però ai britannici il possesso delle isole di Banka e Billitone. Il residente inglese nominato a Palembang riuscì a mediare poi col sultano deposto ed a farlo ritornare al proprio trono, a una serie di condizioni. Il governo inglese ad ogni modo non si dimostrò soddisfatto di quest'azione e anzi diede disposizioni per restaurare il fratello minore al trono. La scelta ricadde insistentemente sul fratello di Mahmud per il carattere debole che questi aveva, il che lo rendeva un ideale sovrano-fantoccio nelle mani del governo coloniale. Nell'agosto del 1814, però, Palembang ed i territori circostanti rientrarono nuovamente sotto l'autorità olandese in virtù del trattato anglo-olandese sottoscritto in quell'anno. L'Inghilterra mantenne solo l'autorità su Benkoelen, a ovest.
Nel 1816 il residente inglese di Benkoelen ricevette dei reclami da parte della popolazione del proprio territorio: alcuni abitanti di Palembang avevano infatti violato il territorio britannico per derubare gli schiavi. Il giovane sultano venne chiamato a rispondere di queste azioni della propria popolazione presso il governo olandese, ma negò ogni addebito ai propri sudditi. Il governo olandese in realtà pensava che non fosse adatto come sultano di Palembang, motivo per cui il commissario Herman Muntinghefu venne inviato a Palembang nel giugno del 1818 col compito di portare diversi distretti sotto il controllo diretto dell'amministrazione olandese. Nel marzo del 1818, il diplomatico inglese Thomas Stamford Raffles era stato nominato governatore inglese di Benkoelen e da subito sorsero delle controversie tra lui e l'amministrazione olandese a Palembang sull'interpretazione e l'attuazione di parti del trattato del 1814.

## La ribellione del sultano
All'inizio del 1819, il commissario Muntinghe era partito alla volta degli altopiani di Palembang in una missione di quattro mesi per prendere accordi con gli inglesi sulle controversie di confine che erano sorte. Il giovane sultano locale si trovava a Giava; il vecchio sultano ne approfittò e prese nuovamente possesso del Kraton. Contrariamente al suo giovane fratello, questi era una personalità forte che godeva ancora di profondo rispetto tra i capi nativi e riceveva la fiducia di molti seguaci armati. Nel giugno del 1819, si svolsero alcuni combattimenti per alcuni giorni tra il sultano e le truppe olandesi che bivaccavano sulla riva opposta del fiume. Le truppe del sultano effettuarono bombardamenti dal Kraton sulla guarnigione e su due navi da guerra. Un tentativo di impossessarsi del palazzo del sultano fallì e le truppe olandesi dovettero ritirarsi a Bangka in attesa di rinforzi. Le navi da guerra erano di stanza alla foce del Soengsang. Muntinghe andò a Giava per consultarsi coi vertici del governo e venne deciso di inviare uno squadrone di truppe di sbarco sotto il comando di Woloutbeek a Palembang.

## La spedizione militare
La spedizione partì da Batavia il 22 agosto 1819. Essa era composta da cinque navi da guerra e tre navi da trasporto. Alla fine di agosto, la flotta trascorse alcuni giorni nella rada di Muntok sull'isola di Bangka, dove salirono a bordo truppe aggiuntive. Le truppe erano composte in totale da 68 ufficiali e 1432 uomini. Oltre ai cannoni della nave, vi erano 14 pezzi di artiglieria. Venne deciso di agire quindi sia contro i pirati locali, sia contro Bangakota, un avamposto costruito dagli insorti di Palembang. A metà settembre, la maggior parte delle navi si trovava presso la foce del Soengsang e all'inizio di ottobre la flotta salpò per risalire il fiume. Il passaggio dei banchi di sabbia della foce del fiume richiese ad ogni modo molto tempo e fu quindi necessario attendere la marea primaverile. Il 20 ottobre Wolterbeek si avvicinò all'isola di Gombora e Peladjoe con i suoi rinforzi con le sue navi. Gli scontri durarono alcuni giorni, ma la flotta olandese si trovò costantemente intricata nel passaggio del fiume per la presenza di grandi zattere di legni incendiate che gli uomini del sultano avevano gettato nel corso del fiume per fermare le imbarcazioni nemiche. 
A seguito del bombardamento, 29 persone furono uccise e 60 ferite dal lato dell'esercito della spedizione. Il numero di vittime nella controparte è sconosciuto, ma si stima che sia inferiore a causa della loro posizione relativamente più sicura. L'arrivo del monsone umido e la presenza di un gran numero di malati sulle navi fu un ostacolo al completamento della spedizione. Il terreno paludoso sulle rive si rivelò così inadatto per uno sbarco che Wolterbeek decise il 30 ottobre di far tornare le sue truppe a Bangka ed Batavia. Alcune navi da guerra furono lasciate indietro per bloccare le foci del fiume.
La spedizione si concluse con una sconfitta per l'esercito delle Indie orientali olandesi e due anni dopo avrebbe avuto luogo una seconda spedizione a Palembang.